# Jake Buxton
Jake Fred Buxton est un footballeur anglais, né le 4 mars 1985 à Sutton-in-Ashfield en Nottinghamshire. Il évolue actuellement à Burton Albion comme défenseur devenu entraîneur.

## Biographie
Le 1er juillet 2009, Buxton signe dans un club anglais de deuxième division, Derby County.
Le 26 juillet 2016, il rejoint Wigan Athletic.
Le 28 juin 2017, il rejoint Burton Albion.

## Palmarès
- Mansfield Town FC
  - Conference National (D5) - 2009